# Вільям Дж. Брід
Вільям Дж. «Білл» Брід (3 серпня 1928 — 22 січня 2013) — американський геолог, палеонтолог, натураліст і письменник у Північній Аризоні. Він був відомим експертом з геології Великого Каньйону.

## Особисте життя
Вільям Дж. Брід народився 3 серпня 1928 року в Массільоні, штат Огайо, в сім'ї Грейс Амелії (уродженої Снайдер) і Ерла Фремонта Бріда. Після закінчення середньої школи Massillon Washington, він служив у Корпусі військової поліції армії США в Південній Кореї та Японії (1946–48). Він здобув ступінь бакалавра з Університету Денісона, потім його B.S. та М. С. з Університету Арізони, який закінчив у 1960 році. Він одружився з Керол С. Брід, дочкою Джеймса Нейлсона (режисер) і місіс Рут Своуп (уроджена Роджерс) у 1965 році. У пари була одна донька Амелія, яка приєдналася до сім'ї з чотирьох дівчат (Лінда, Лора, Грейс, Памела) від першого шлюбу Керол.
Після смерті в 2013 році він був похований на Піонерському кладовищі Гранд-Каньйон.

## Публікації
- 1964: "Metacoceras bowmani, a new species of Nautiloid from the Toroweap Formation (Permian) of Arizona, " Journal of Paleontology; v. 38, No. 5, pp. 877—880 (with Halsey W. Miller Jr)
- 1965: "An exotic occurrence of fresh water drum fish, " Plateau v. 37, No. 3, p. 5.
- 1967: «Evolution of the Colorado River in Arizona» 'Museum of Northern Arizona Bulletin' #44, pp. 67 (with Edwin D. McKee, R.F. Wilson, and Carol S. Breed.)
- 1969: «A Pliocene river channel near Doney Crater, Arizona» Journal of Arizona Academy of Sciences, vol. 5, No. 3, pp. 177–181.
- 1969: «The Chuar Group of the Grand Canyon, Arizona.» Geological Society of America Rocky Mountain Section, Abstracts with Programs, May 7–11, 1969, pp. 23–24. (with Trevor D. Ford)
- 1970: «Hopi Pahos at the South Pole» Plateau V. 42, No. 4, pp. 125
- 1970: «Triassic Tetrapods from Antarctica: Evidence of Continental Drift» Science V. 169, No. 3951, pp. 1197–1201 (with David H Elliot, Edwin H. Colbert, James Jensen and Jon S. Powell)
- 1971: «Last Chance for Rainbow Bridge?» Outdoor Arizona, pp. 38–41
- 1974: Geology of the Grand Canyon, by William J. Breed and Evelyn C. Roat
- 1974: "Red Mountain, Erosion or Explosion, " Plateau, Vol. 46, No. 3, pp. 120–122.
- 1975: Geologic Cross Section of the Grand Canyon — San Francisco Peaks — Verde Valley Region Zion Natural History Association, Springdale, Utah
- 1976: «Our „Unchanging“ Grand Canyon», Arizona Highways, Vol. 52, No. 5, pp. 12–15.
- 1977: «Chitinozoans from the Late Precambrian Chuar Group of the Grand Canyon, Arizona» Science, Vol. 195, No. 4279, pp. 676–679 (with Bonnie Bloeser, Wiliam J. Schopf and Robert J. Horodyski)